# Mokrosuky
Mokrosuky (en allemand : Mokrosuk) est une commune du district de Klatovy, dans la région de Plzeň, en République tchèque. Sa population s'élevait à 131 habitants en 2021.

## Géographie
Mokrosuky se trouve à 18 km au sud-est de Klatovy, à 52 km au sud de Plzeň et à 114 km au sud-ouest de Prague.
La commune est limitée par Kolinec au nord, par Hrádek à l'est, par Petrovice u Sušice au sud, et par Velhartice à l'ouest.

## Histoire
La première mention écrite de la localité date de 1418.

## Administration
La commune se compose de deux sections :
- Lešišov
- Mokrosuky

## Galerie

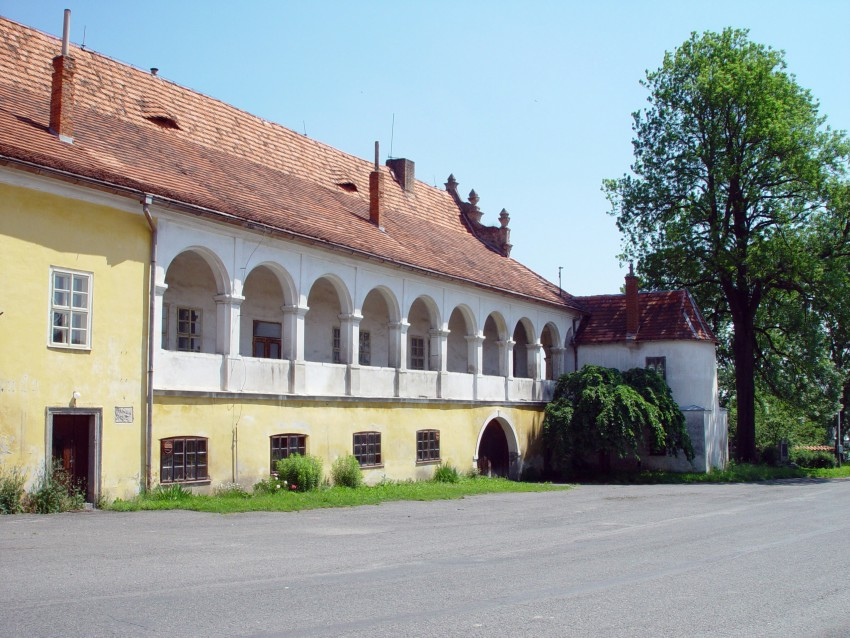
Château de Mokrosuky.
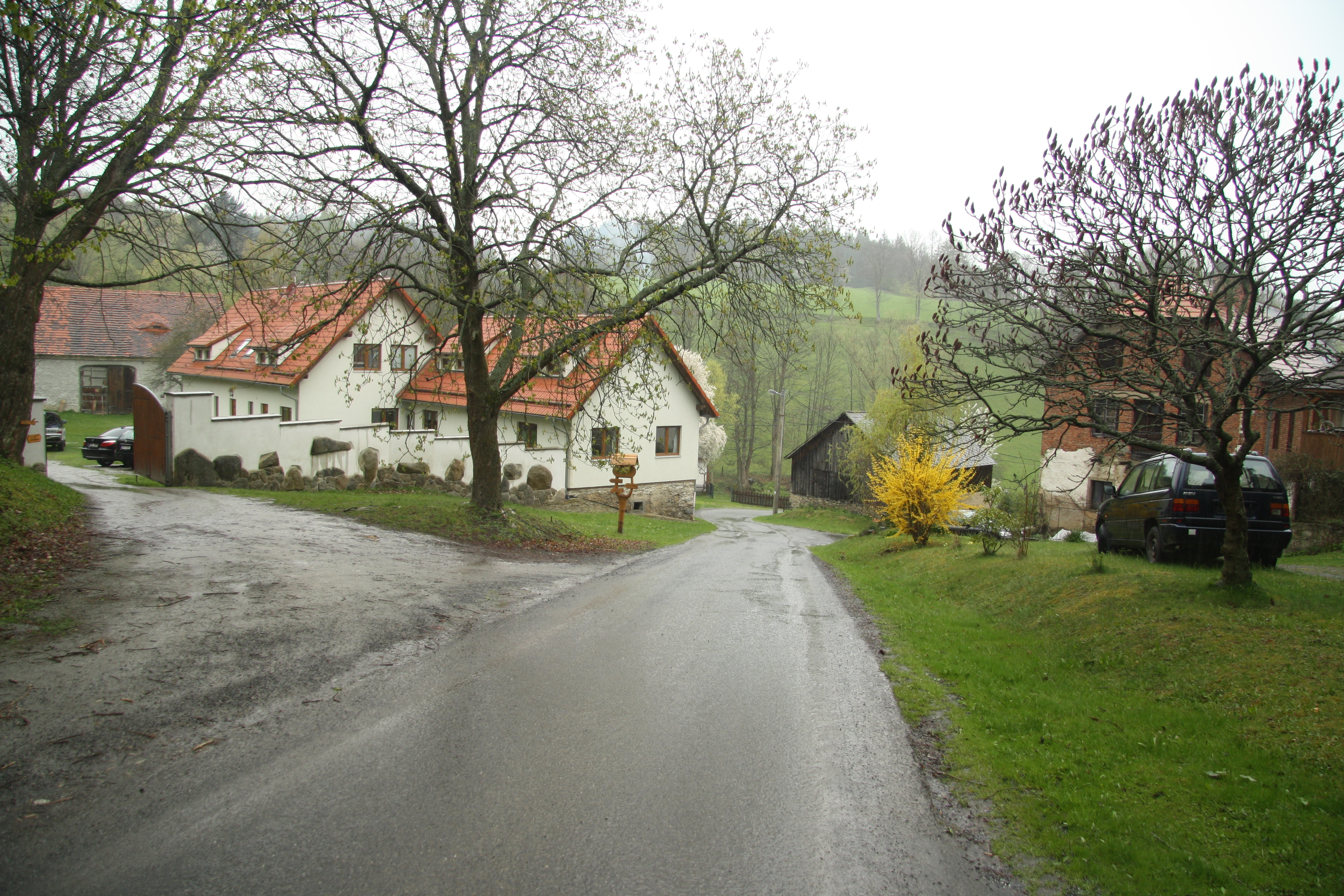
Centre de Lešišov.